# Гімн Білорусі
Державний гімн Республіки Білорусь «Ми, білоруси» (біл. Дзяржаўны гімн Рэспублікі Беларусь «Мы, беларусы»; Dziaržaŭny himn Respubliki Biełaruś «My, biełarusy») — один з офіційних символів Республіки Білорусь. Музика написана Нестором Соколовським, в 1955 році, вже після смерті автора, вона була затверджена як гімн Білоруської РСР. Автором тексту гімну БРСР був Михась Климкович. У 2002 році текст Климковича був перероблений Володимиром Карізною з урахуванням нових реалій.
Дата прийняття: 2 липня 2002 року.
Після здобуття республікою незалежності цей гімн використовувався без слів. 2 липня 2002 року президентським декретом були затверджені нові слова (автори — Михась Клімковіч та Володимир Каризна).

## Державний гімн Білорусі
Мы, беларусы — мірныя людзі,

Сэрцам адданыя роднай зямлі,

Шчыра сябруем, сілы гартуем

Мы ў працавітай, вольнай сям’і.
Приспів:

Слаўся, зямлі нашай светлае імя,

Слаўся, народаў братэрскі саюз!

Наша любімая маці-Радзіма,

Вечна жыві і квітней, Беларусь!
Разам з братамі мужна вякамі

Мы баранілі родны парог,

У бітвах за волю, бітвах за долю

Свой здабывалі сцяг перамог!
Приспів.
Дружба народаў — сіла народаў —

Наш запаветны, сонечны шлях.

Горда ж узвіся ў ясныя высі,

Сцяг пераможны — радасці сцяг!
Приспів.

## Переклади

### Дослівний переклад
Ми, білоруси — мирні люди,

Віддані серцем рідній землі,

Щиро ми дружимо, сили гартуємо

Ми в працьовитій, вільній сім’ї.
Приспів:

Слався, землі нашої світле ім’я,

Слався, народів братерський союз!

Наша люба мати-Вітчизно,

Вічно живи та квітни, Білорусь!
Разом з братами хоробро віками

Ми боронили рідний поріг,

В битвах за волю, битвах за долю

Свій здобували стяг перемог!
Приспів.
Дружба народів — сила народів —

Наш заповітний, сонячний шлях.

Гордо ж звийся у яснії висі

Стяг переможний — радості стяг!
Приспів.

## Історичні гімни
Державний гімн Білоруської РСР (з 1944 по 1991 роки): автор музики Нестор Сакаловській, автор слів Міхась Клімковіч.
За часів Білоруської народної республіки використовувався гімн «Мы выйдзем шчыльнымі радамі» («Ми вийдемо щільними рядами»), автор музики Володимир Теравський, автор слів Макар Кравцов.

## Критика гімну
Ігор Лученок знайшов чотири помилки в тексті гімну: мовну, дві орфографічні й поетичну. Лінгвістична помилка полягає у використанні в білоруському тексті російського слова «ім'я» з наголосом на перший склад. Білоруською наголос має падати на останній склад. Орфографічні помилки — це неправильне застосування букви «Ўў»: «Ў бітвах за волю, ў бітвах за долю». Відповідно до білоруської орфографії «Ўў» не можна писати після приголосних, ком і на початку речення. В обох випадках перед «Ўў» знаходиться кома. Ці помилки були виправлені перед затвердженням гімну Республіки Білорусь: «У бітвах за волю, бітвах за долю». Остання помилка стосується правил віршування. Кожен другий рядок трьох строф вірша має по дев'ять складів, за винятком рядка «Сэр-цам ад-да-ны-я род-най зям-лі», що складається з десяти складів.

## Музика

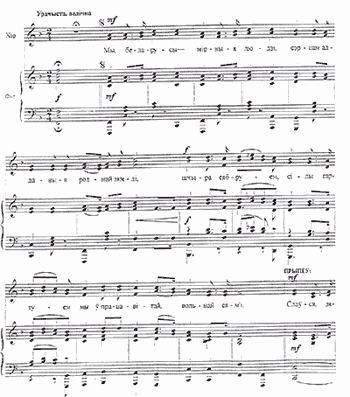
Вокал, сторінка 1
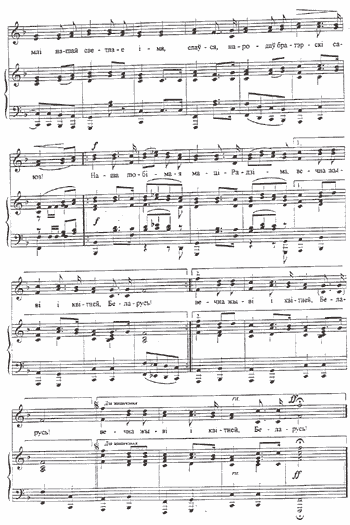
Вокал, сторінка 2
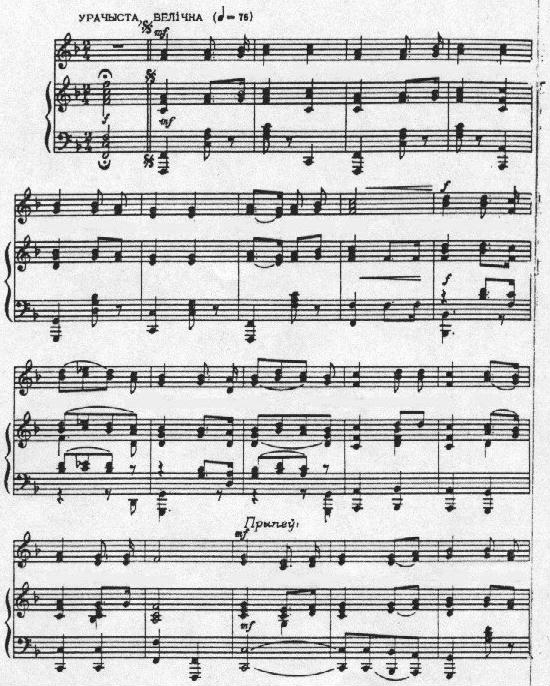
Інструментальна, сторінка 1
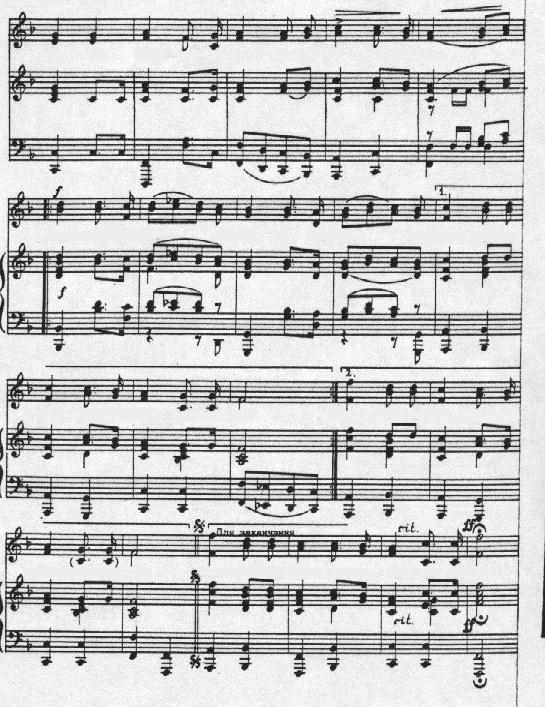
Інструментальна, сторінка 2

## Слухати
- Гімн Білорусі у виконанні оркестру ВМС США.